# Цар лъв (франчайз)
Цар лъв (на английски: The Lion King) е американски медиен франчайз, състоящ се от филмова поредица и допълнителни медии и стоки, собственост на „Уолт Дисни Къмпани“. Началото е дадено през 1994 г. с премиерата на едноименния анимационен филм, чийто успех води до продължение и предистория, издадени директно на видео и DVD, игрален римейк, телевизионни сериали, няколко видеоигри и мюзикъл на Бродуей, който печели шест награди „Тони“ за най-добър мюзикъл. Франчайзът е един от най-печелившите медийни франчайзи на всички времена.
Франчайзът основно проследява прайда на лъвовете, които наблюдават голяма част от африканската савана като тяхно „царство“, известно като Лъвските земи, като техният водач Симба е приет като „цар“. Първите три пълнометражни анимационни филма са широко известни с това, че са повлияни от произведенията на Уилям Шекспир.

## Разработване
Ранната продукция на Цар лъв започва в края на 1988 г., като филмът първоначално е озаглавен Кралят на Калахари, а по-късно Кралят на джунглата. Обработката, вдъхновена от Хамлет, е написана от Томас Диш. Диш не получава кредит във филма или възнаграждения. Продукцията е извършена в Уолт Дисни Анимейшън Студиос в Глендейл, Калифорния. Също така, близо 20 минути от филма са анимирани в Дисни-Ем Джи Ем Студиос. Повече от 600 художници, аниматори и техници допринасят за Цар лъв по време на дългия производствен график. За филма са създадени повече от един милион рисунки, включително 1197 ръчно рисувани фона и 119 058 индивидуално оцветени кадъра от филм.
През октомври 1991 г., след приключване на работата по Красавицата и Звяра като ръководител на историята, Роджър Алърс се присъединява към Цар лъв като режисьор. Алърс работи 6 месеца върху развитието на историята и след това към него се присъединява като сърежисьор Роб Минкоф. Проведена е двудневна сюжетна сесия, за да се преработи историята с двамата режисьори, към които се присъединиват Гари Трусдейл и Кърк Уайз, режисьори на Красавицата и Звяра, и продуцентът Дон Хан, който ръководи дискусията. Изцяло е преработена втора половина от филма. Айрин Меки се присъединява към екипа през същото лято, за да помогне за по-нататъшното развитие на героите и дефинирането на техните личности. Няколко месеца по-късно към нея се присъединява Джонатан Робъртс в процеса на пренаписване. Работейки заедно в анимационния отдел и заедно с режисьорите и екипа по истории, те се справят с неразрешените емоционални проблеми в сценария и също така добавят много комични ситуации. Служители от главния екип на продукцията пътуват до Африка, за да разберат по-добре средата за филма. Пътуването дава на дизайнера на продукцията Крис Сандърс нова оценка за естествената среда и го вдъхновява да намери начини да включи тези елементи във филма. Създателите на филма също използват компютри, за да представят по-добре своята визия по нови начини. Най-забележителното използване на компютърна анимация е в сцената на бягството на гнутата. Няколко различни герои гну са създадени с 3D компютърна програма, умножени в стотици, засенчени, за да изглеждат като нарисувана анимация, и им са дадени произволни пътеки надолу по планински склон, за да се симулира истинското, непредсказуемо движение на стадо. Петима специално обучени аниматори и техници прекарват повече от две години в създаването на две и половина минутната сцена.
По едно време персоналът на Дисин Фичър Анимейшън смята, че Цар лъв е по-малко важен от Покахонтас. И двата проекта са в производство по едно и също време и повечето от персонала предпочитат да работят върху втория, вярвайки, че ще бъде по-престижният и успешен от двата. Както се оказва, докато и двата филма имат търговски успех, Цар лъв получава повече положителни отзиви и по-големи приходи от Покахонтас.

## Филми

### Анимационни
| Филм                          | Премиера         | Режисьор(и)               | Сценарист(и)                                  | Продуцент         |
| ----------------------------- | ---------------- | ------------------------- | --------------------------------------------- | ----------------- |
| Цар лъв                       | 15 юни 1994      | Роджър Алърс и Роб Минкоф | Айрин Меки, Джонатан Робъртс и Линда Улвъртън | Дон Хан           |
| Цар лъв 2: Гордостта на Симба | 27 октомври 1998 | Даръл Руни и Роб Ладука   | Флип Коблър и Синди Маркъс                    | Джанийн Ръсъл     |
| Цар лъв 3: Хакуна матата      | 10 февруари 2004 | Брадли Реймънд            | Том Роджърс                                   | Джордж А. Мендоса |

#### Цар лъв(1994)
Филмът е продуциран е от Уолт Дисни Фичър Анимейшън и е издаден в избрани градове на 15 юни 1994 г. и широко пуснат по кината на 24 юни от Уолт Дисни Пикчърс. Цар лъв принадлежи към епохата, известна като Ренесанс на „Дисни“.
Сюжетът проследява Симба, млад лъв, предопределен да стане цар на африканската савана. Неговото щастливо детство приключва, когато злият му чичо Скар успява да убие цар Муфаса, бащата на Симба, за да запази трона, и принуждава Симба да избяга в далечни земи. По време на изгнанието си Симба израства, водейки безгрижен начин на живот и без да гледа към миналото. Но като възрастен, Симба открива, че не може да избяга от съдбата си и решава да се върне в земите си, за да се изправи срещу Скар. След завръщането си той решава да се изправи срещу него и да спечели битката, за да спечели трона, който баща му е оставил.

#### Цар лъв 2: Гордостта на Симба(1998)
Филмът е издаден от Уолт Дисни Студиос Хоум Ентъртейнмънт на видео на 27 октомври 1998 г. в САЩ и на 23 ноември 1999 г. на DVD.
Главният герой е младата лъвица Киара, дъщеря на цар Симба и предопределена да го наследи на трона. Това малко женско лъвче, уморено от прекалено покровителствения си баща, бяга в забранени земи, където се сприятелява с малко лъвче на име Кову. Въпреки това, скоро открива, че Кову е наследник на големия враг на Симба – злодея Скар. Киара и Кову развиват чудесно приятелство, считано за забранено поради историята на вражда между техните семейства. Този филм, въпреки че е издаден на видео и DVD, има премиера по кината в началото на 1999 г. както в европейски, така и в латиноамерикански държави.

#### Цар лъв 3: Хакуна матата(2004)
Филмът е издаден на 10 февруари 2004 г. на DVD от Уолт Дисни Хоум Ентъртейнмънт.
Цар лъв 3: Хакуна матата (известен в някои държави като Цар лъв 1½) е паралелна история на първия филм, който разказва същите събития, но преживяни от гледната точка на Тимон и Пумба. По време на филма много сцени, които се случват на заден план и не са показани в оригиналния Цар лъв, са пресъздадени, в допълнение към разказа за произхода и как главните герои се срещат.

### Игрални
| Филм            | Премиера         | Режисьор      | Сценарист      | Продуценти                                 |
| --------------- | ---------------- | ------------- | -------------- | ------------------------------------------ |
| Цар лъв         | 19 юли 2019      | Джон Фавро    | Джеф Нейтънсън | Джон Фавро, Джефри Силвър и Карън Гилкрист |
| Муфаса: Цар лъв | 20 декември 2024 | Бари Дженкинс | Джеф Нейтънсън | Адел Романски и Марк Сериак                |

#### Цар лъв(2019)
Фотореалистичен римейк с компютърно генерирани изображения на едноименния филм от 1994 г. Филмът е озвучен от Доналд Глоувър като Симба, Чуетел Еджиофор като Скар, Бионсе като Нала, Алфре Удард  като Сараби, Джон Оливър като Зазу, Джон Кани като Рафики, Били Айкнър и Сет Роугън като Тимон и Пумба и Джеймс Ърл Джоунс, който повтаря своя ролята на Муфаса. Премиерата на римейка е на 19 юли 2019 г.

#### Муфаса: Цар лъв(2024)
Въпреки че е посочен като предистория, филмът е описан като развиващ се след събитията от филма от 2019 г., като същевременно изследва годините на формиране на Муфаса. Арън Пиер озвучава младия Муфаса, а Келвин Харисън-младши – младия Скар. Премиерата на филма е насрочена за 20 декември 2024 г.

### Допълнителна информация за екипа и продукцията
| Филм                                              | Екип/Детайли                                                                 | Екип/Детайли                    | Екип/Детайли                    | Екип/Детайли                                                                  | Екип/Детайли                      | Екип/Детайли                    | Екип/Детайли |
| Филм                                              | Композитор(и)                                                                | Оператор                        | Монтаж                          | Продуцентска компания                                                         | Разпространител                   | Времетраене                     |              |
| Пълнометражни анимационни филми                   | Пълнометражни анимационни филми                                              | Пълнометражни анимационни филми | Пълнометражни анимационни филми | Пълнометражни анимационни филми                                               | Пълнометражни анимационни филми   | Пълнометражни анимационни филми |              |
| ------------------------------------------------- | ---------------------------------------------------------------------------- | ------------------------------- | ------------------------------- | ----------------------------------------------------------------------------- | --------------------------------- | ------------------------------- | ------------ |
| Цар лъв                                           | Ханс Цимер                                                                   |                                 | Том Финан и Джон Карночан       | Уолт Дисни Фичър Анимейшън                                                    | Буена Виста Хоум Ентъртейнмънт    | 88 минути                       |              |
| Цар лъв 2: Гордостта на Симба                     | Ник Глени-Смит                                                               |                                 | Питър Лондейл                   | Уолт Дисни Хоум Видео Уолт Дисни Видео Премиер Уолт Дисни Телевижън Анимейшън | Буена Виста Хоум Ентъртейнмънт    | 82 минути                       |              |
| Цар лъв 3: Хакуна матата                          | Дон Харпър                                                                   |                                 | Диснитуун Студиос               | Диснитуун Студиос                                                             | Уолт Дисни Хоум Ентъртейнмънт     | 83 минути                       |              |
| Игрални филми с компютърно генерирани изображения |                                                                              |                                 |                                 |                                                                               |                                   |                                 |              |
| Цар лъв                                           | Ханс Цимер                                                                   | Калеб Дешанел                   | Марк Ливосли и Адам Герстел     | Уолт Дисни Пикчърс Феървю Ентъртейнмънт                                       | Уолт Дисни Студиос Моушън Пикчърс | 118 минути                      |              |
| Муфаса: Цар лъв                                   | Ханс Цимер, Фарел Уилямс, Лин-Мануел Миранда, Никълъс Брайтел и Марк Манчина | Джеймс Лакстън                  | Джой Макмилиън                  | Уолт Дисни Пикчърс Пастел Продъкшънс                                          | Уолт Дисни Студиос Моушън Пикчърс | ? минути                        |              |

## Сериали

### Тимон и Пумба(1995–1999)
Тимон и Пумба е анимационен сериал, който следва приключенията на Тимон и Пумба (и понякога на други поддържащи герои от филма). Поредицата се състои от три сезона, излъчвайки се по синдикирания блок Следобедът на Дисни и Си Би Ес в Съединените щати и Би Би Си в Канада от 8 септември 1995 г. до 1 ноември 1998 г. Бобс Ганауей и Тони Крейг са изпълнителни продуценти за първите два сезона. От сезон 3 сериалът е продуциран от Крис Бартълман и Блеър Питърс, като Тед и Патси Камерън-Анасти са изпълнителни продуценти.

### Пазител на Лъвските земи(2016–2019)
Премиерата е по Disney Junior и Дисни Ченъл; за първи път се появява като телевизионен филм, наречен Пазител на Лъвските земи: Завръщането на Рева, който дебютира на 22 ноември 2015 г., последван от поредица, която започва да се излъчва на 15 януари 2016 г. Поредицата е разработена от Форд Райли, който също е сценарист и изпълнителен продуцент. Съсредоточава се около второто дете на Симба и Нала – Кайон, който става лидер на Лъвската гвардия, екип, който защитава Земите на гордостта и защитава Кръговратът на живота. Като водач на Лъвската гвардия, Кайон е надарен със сила, наречена „Ревът на старейшините“, която, когато се използва, кара великите лъвски духове от миналото на Гордите земи да реват с него. Сериалът е продължение на Цар лъв и действието се развива по време на филма Цар лъв 2: Гордостта на Симба, като последните два епизода от сезон 3 се развиват след събитията от същия филм. Различни герои от първите два филма също се появяват – Киара, Тимон, Пумба, Рафики, Зазу и Муфаса. Новите герои Бунга, медоносният язовец, Оно, бялата чапла, Беште, хипопотамът, и Фули, гепардът, са приятели на Кайон и членове на неговата Лъвска гвардия.

## Мюзикъл
Цър лъв е бродуейски мюзикъл, базиран на едноименния пълнометражен анимационен филм от 1994 г., който дебютира на 8 юли 1997 г. в Театър „Орфей“, Минеаполис, Минесота. Постановката е режисирана от Джули Теймор, продуцирана от „Дисни Театрикал Прадакшънс“ и с либрето от Роджър Алърс и Айрин Меки. Мюзикълът включва актьори в сложни животински костюми и кукли, създадени от Теймор и Майкъл Къри. Мюзикълът е разделен на две действия и е с музика от Елтън Джон и текст на песните от Тим Райс, както и музикалната партитура, създадена от Ханс Цимер с аранжимент от Лебо М. Мюзикълът включва няколко промени и допълнения към сюжета в сравнение с филма, както и добавяне на още песни.

## Прием
По време на излизането си през 1994 г. Цар лъв е широко аплодиран, събирайки повече от 783 милиона долара в световен мащаб, превръщайки се в най-успешния филм, издаден през тази година. Филмът е най-касовият анимационен филм на всички времена до излизането на филма на Дисни/Пиксар Търсенето на Немо. Цар лъв все още е най-печелившият традиционно анимиран филм на всички времена в Съединените щати. Филмът получава много номинации за награди и печели наградата на Академията за най-добра оригинална музика, наградата „Златен глобус“ за най-добър филм – мюзикъл или комедия, и наградата „Ани“ за най-добър анимационен филм. Песента Can You Feel the Love Tonight печели наградата на Академията за най-добра оригинална песен, „Златен глобус“ за най-добра оригинална песен, наградата BMI за филмова музика и наградата „Грами“ за най-добро мъжко вокално изпълнение.

### Боксофис и финансово представяне
| Заглавие                                      | Премиера         | Боксофис                | Боксофис                | Боксофис                     |
| Заглавие                                      | Премиера         | САЩ                     | Други територии         | Световен мащаб               |
| Цар лъв                                       | 15 юни 1994      | $422 800 000            | $545 700 000            | $968 500 000                 |
| Цар лъв (мюзикъл)                             | 13 ноември 1997  | $1 652 800 000          |                         | $8 100 000 000 (към 2017 г.) |
| Цар лъв 2: Гордостта на Симба                 | 27 октомври 1998 | Директно на видео и DVD | Директно на видео и DVD | Директно на видео и DVD      |
| Цар лъв 3: Хакуна матата                      | 10 февруари 2004 | Директно на видео и DVD | Директно на видео и DVD | Директно на видео и DVD      |
| Пазител на Лъвските земи: Завръщането на Рева | 22 ноември 2015  | Телевизионен филм       | Телевизионен филм       | Телевизионен филм            |
| Цар лъв (2019)                                | 19 юли 2019      | $543 600 000            | $1 113 200 000          | $1 656 800 000               |

### Критичен и обществен отговор
| Филм                          | Rotten Tomatoes  | Metacritic     | CinemaScore |
| ----------------------------- | ---------------- | -------------- | ----------- |
| Цар лъв (1994)                | 93% (136 мнения) | 88 (30 мнения) | A+          |
| Цар лъв 2: Гордостта на Симба | 62% (13 мнения)  | н/д            | н/д         |
| Цар лъв 3: Хакуна матата      | 78% (18 мнения)  | н/д            | н/д         |
| Цар лъв (2019)                | 52% (430 мнения) | 55 (54 мнения) | A           |